# آنبو ۵
آنبو ۵ (به انگلیسی: ANBO_V) یک هواگرد ملخ‌پیشین تک‌موتوره از نوع نظامی آموزشی ساخت شرکت Karo Aviacijos Tiekimo Skyrius است. هواگرد آنبو ۵ نخستین پروازش را در ۱۹۳۱ میلادی انجام داد. در مجموع، تعداد ۱۵ فروند از این هواگرد ساخته شده‌است.
طراح این هواگرد، Antanas Gustaitis بود.